# Компютърен вирус
В компютърния жаргон вирус е вредна компютърна програма, която се размножава прикрито, като се вмъква в друг изпълним код (програма) или документ. Това дава и името на този вид програми, тъй като подобно поведение е сходно с това на биологичен вирус, който се размножава, като се вмъква в живи клетки. По аналогия вмъкването на вирус в програма често се нарича „инфекция“. Вируси са само един от видовете злонамерени програми, но в разговорния език терминът често се използва да обозначава и представители на другите видове като троянски коне и червеи. Както всяка друга програма, компютърният вирус следва предварително зададени логически инструкции за действие. Една вирусна програма може да има различни версии, като те могат да са от един и същ или различни автори.

## Начини за разпространение

### Чрез енергонезависими носители на данни
Различните вируси използват различни начини, за да се запишат върху магнитните (дискети, дискове) и оптически (CD, DVD) информационни носители, използвайки специфични особености на логическата подредба на информацията (файлова система) върху съответния носител. Например вируси, които се записват във файлове, се наричат файлови вируси, а бу̀ут-секторните вируси се записват върху сектора за първоначално зареждане (от английски – boot sector).

### Чрез мрежова комуникация
Този метод на разпространение добива популярност с навлизането на локалните мрежи и свързването към интернет. Той включва разпространение чрез електронна поща, чат (IRC), програми за съобщения (ICQ, MSN Messenger) или чрез възползване от бъгове в управляващите програми за мрежова комуникация (например подпрограмата за боравене с Internet Protocol в „Уиндоус“). Вируси, атакуващи мобилни телефони, могат да се разпространяват чрез SMS съобщения.

### Чрез обновление на легитимен софтуер
През септември 2017 г. с поредното обновление на 32-битовата версия на CCleaner е разпространен компютърен вирус, но скоро след това компанията взема мерки и пуска коригиращо обновление.

## Самосъхранение
Широкото разпространение на компютърни вируси довежда до голямото разпространение на антивирусни програми. Различните вируси разчитат на различни способи, за да останат в паметта на заразения компютър, въпреки желанията на потребителя и някои негови евентуални противодействия. Следната примерна тактика е подобна на биологичните вируси: Компютърните вируси инфектират всички файлове, до които получат достъп. Това са най-често изпълними файлове. Вирусът променя даден файл-програма така, че освен самата програма се активира и копие на вируса, което също започва да заразява други файлове. Заразяването на файлове е и в основата на разпространението на вируса.

### Невидимост
Вирусите, използващи този похват, се стремят да останат незабелязани за потребителя и другите програми. Обикновено вирусът подменя част от системна подпрограма, която може да бъде използвана за неговото откриване. Променената подпрограма съдържа инструкции да игнорира и да не докладва намерения вирус.

### Затрудняване на разпознаването
Антивирусните програми разпознават даден конкретен вирус по характерна част от неговата програма. За да не бъдат разпознати, някои вируси променят подредбата на инструкциите в програмата си, запазвайки крайния резултат от тяхното изпълнение. Тези вируси се наричат полиморфни или мутиращи, но за разлика от общоприетото значение на думата мутация, тези вируси не включват промяна на поведението си след мутиране.

### Ограничаване на достъпа
Съвременните операционни системи позволяват различни нива на привилегии за различните програми. Вирусите, които следват тази техника за защита се стремят да получат най-големи привилегии на достъп (например като драйвър) и чрез тях да предотвратят всички действия на други програми, чрез които вирусът би могъл да бъде премахнат.

### Контраатака
За някои вируси първата цел е неутрализирането на антивирусния софтуер. Други вируси се изпълняват като два или повече едновременни процеса в операционната система, които взаимно следят за съществуването на другия. Ако единият процес бъде спрян, другият извършва някакво зловредно действие, например блокиране на компютъра или унищожение на някои съхранени файлове. По този начин се разчита потребителят да бъде изплашен и да прояви нежелание за по-нататъшните опити за премахване на вируса.

## Зловредно действие
Вирусите могат (но не е задължително) да проявяват умишлено или неволно зловредно действие за потребителя. Някои вируси безцелно унищожават съхранената в компютъра информация (изтриване или форматиране на диск).
Други вируси търсят специфична информация, записана в компютъра (например пароли за достъп или номера на кредитни карти) и незабелязано я изпращат на предварително указан получател в интернет. Вирусите, които дават таен достъп на външни лица до заразения компютър, се наричат backdoor вируси (буквално „задна врата“). Компютър, заразен с такъв вид вирус, жаргонно се нарича бот (от английски bot) – съкращение от робот. Група от заразени компютри (ботове) се нарича бо̀тленд (на английски botland – буквално земя на ботове). Подобни ботове биват използвани за атаки (особено DDoS) върху други компютри и изпращане на нежелана поща – спам.
Трети тип малуер, който може и да не е точно вирус, са криптиращите програми, които след проникването си в системата криптират информацията и предявяват искане за откуп, за да може потребителят уж да получи ключ за дешифриране и да си възвърне достъпа до данните – това е т.нар. „рансъмуер“ (на английски: ransom – откуп). Например през 2017 г. се разпространява вирусът WannaCry. На български е предложено името „шифроващи вредителски програми“

## Хронология на компютърните вируси
- 1970 – Първи съобщения за вируси.
- 1986 – Brain – първият вирус за PC.
- 1988 – Internet Worm
- 1991 – Първи полиморфни вируси.
- 1992 – Истерията „Микеланджело“ / WinVir – първият вирус за Windows.
- 1993 – MS – DOS 6 и MSAV
- 1995 – Concept – първият макро вирус за Microsoft Word.
- 1996 – Първият вирус за Windows 95.
- 1996 – Първи макро вируси за Microsoft Excel.
- 1997 – Първият вирус за Windows NT.
- 1998 – Първи макро вируси за Microsoft Access.
- 1999 – Нова ера за злонамерения софтуер.